# 吉川あいみ
吉川 あいみ（よしかわ あいみ、1994年3月20日 - ）は、日本の元グラビアアイドル、元AV女優。神奈川県出身。AVデビュー当時の所属事務所はディーバプロモーション。のちにARROWSへ移籍。2025年4月現在、立川市のキャバクラ「CLUB CHESS」にて如月蓮（きさらぎ れん、1994年3月15日- ）として働いている。

## 経歴
小学生の時から胸が大きく成長しはじめ、中学卒業のころにはHカップあったという。
AVデビュー前の男性経験は1人。相手は17歳時に交際していた高校のバスケットボール部キャプテン。
2012年、イメージDVDにてセミヌードを披露。AVデビュー前のプロフィールは、1994年2月15日生まれ、東京都出身、A型、身長153cm、スリーサイズはB95・W58・H85。
2013年にAVデビュー。デビュー作となった『AV DEBUT 吉川あいみ』は、DMM.comの月間DVDランキングで5位、月間AV女優ランキングでも5位となっている。
2013年12月20日、第64回SOD大賞にて「優秀女優賞」および、デビュー作が「一万本達成賞」を受賞。
2014年、SODからteam ZERO（2013年秋に設立された新規参入AVメーカー）へ移籍。他メーカーからの移籍は同社初となった。
2015年、ワンズファクトリーへ移籍。同年9月1日、移籍後初となる作品「吉川あいみの凄テクを我慢できれば生中出しSEX！」を発売。
Twitterにてキャバクラに所属していることを告白。
2018年11月9日、自身のInstagramにて同年12月31日をもってAV女優引退を発表。吉川は引退における投稿で、自身が中卒だったことを明かした。2022年、引退後はキャバクラ嬢へ転身した旨をアサヒ芸能が報道した。
2023年5月22日週FANZA動画フロアランキングにて、出演した『BAZOOKA 冬の大感謝セール コスパ最強ノーカットベスト爆乳限定2749分』（BAZOOKA）が1位を記録。

## 人物
趣味は野球観戦。東京ヤクルトスワローズのファンであり、最推しはつば九郎。特技はけん玉。

## 作品

### DVD

#### イメージビデオ
2012年
- 新星 Debut（8月25日、エアーコントロール）

2013年
- 初脱ぎ娘 Aimi Yoshikawa 吉川あいみ HD MOVIE（4月26日、グラフィス）
- 湯・美人 Vol.03（6月21日、マーレーインターナショナル）
- Aimi Hカップのエッチ美少女（8月8日、グラッツコーポレーション）※DVD&BD
- エロキュート（10月29日、オルスタックピクチャーズ）

2014年
- 吉川あいみはオレのカノジョ。（9月25日、GARDEN）

2015年
- 新・湯女ごころ（3月13日、マーレーインターナショナル）※DVD&BD
- Colors ～WATER～（6月25日、QH映像）
- JIPPER 吉川あいみ（8月25日、QH映像）
- Naked ～吉川あいみ～（8月28日、グラッソ）

2016年
- Naked collection（2月26日、グラッソ）

#### アダルトビデオ
【SODクリエイト】専属
2013年
- AV DEBUT（1月10日）
- 初イキッ!!!（2月21日）
- 青春時代 学校でこっそりH 学園コスプレ4SEX（3月23日）
- 超高級新人ソープ嬢（4月25日）
- 19歳、性欲、覚醒 汁まみれ濃密SEX（5月23日）
- 巨乳性感フルコース（6月20日）
- ロリ乳イカセ（7月18日）
- 初中出し天国（8月22日）
- 巨乳いいなり温泉旅行（9月19日）
- 幼いカラダに天然Hカップ SUPER BEST COLLECTION（10月24日）※総集編
- パイズリ天国（11月21日）
- メス汁（12月19日）

2014年
- 中出し超高級ソープ嬢（1月23日）

【teamZERO】専属
2014年
- ReBORN teamZERO専属デビュー（2月13日）
- シチュエーション10（3月13日）
- 吉川あいみがアナタのお宅に一週間お泊りします。（4月13日）
- ドキドキ露出SEX（5月13日）
- ピタコス7（6月13日）
- マグナムFUCK（7月13日）
- わがまま騎乗位（10月13日）
- 密室調教（11月13日）
- ノンフィクション（12月13日）

2015年
- 汗だくSEX（1月13日）
- 吉川あいみ team ZERO BEST（2月13日）
- 吉川あいみ teamZERO スーパーコンプリートBOX12時間 永久保存（7月13日）

【エスワン】専属
2014年
- 秘密捜査官の女 立ち向かう童顔エージェント（9月19日）

2015年
- 専属No.１STYLE あいみと同棲ズボズボ性活（2月19日）
- 生理が始まる2日前のセックス（3月19日）
- 面倒見が良すぎて何でも聞いちゃう老人介護士（4月19日）
- おま●こ、くぱぁ。（5月19日）
- 交わる体液、濃密セックス 人目もはばからず熱い結合編（6月19日）
- ヌードを撮らせてあげるから…～全身で男を求める淫らなワタシ～（7月19日）
- 吉川あいみ エスワン8時間コンプリートBEST（10月7日）

その他
- SSS-BODY 117分エンドレス4本番（2014年8月13日、E-BODY）※DVD&BD
- 今一番揉みたいロケットおっぱい 名器22選（2015年4月13日、E-BODY）
- 吉川あいみの凄テクを我慢できれば生中出しSEX！（2015年9月1日、ワンズファクトリー）
- 【限定共演】MOODYZファン感謝祭 バコバコバスツアー2015-1泊2日でイクッ！夢の大乱交AVオールスターズ！（2015年9月1日、MOODYZ）
- ふわっと可愛い！ ぽよっと柔らかい！ ふわぽよロケット乳16時間（2015年9月19日、ROOKIE）
- 有名コスプレイヤー月に一度の危険日中出しオフ会（2015年10月1日、ワンズファクトリー）
- 1日10回射精しても止まらないオーガズムSEX（2015年10月1日、MOODYZ）
- 10発中出しするまで勃起させちゃうお姉様SEXテクニック（2015年11月1日、ワンズファクトリー）
- 凄いパイズリ、凄い挟射（2015年11月1日、MOODYZ）
- 私の子宮を射精でオとして（2015年12月1日、ワンズファクトリー）
- BDSM 緊縛×拘束具×人体固定（2015年12月1日、MOODYZ）
- 女の子は絶頂する瞬間が一番気持ち良い！イクイクSEX盛り合わせ8時間 part3（2015年12月19日、ROOKIE）
- 射精大好きマサオ君と欲求不満お姉ちゃんのＨなお留守番4（2016年1月1日、ワンズファクトリー）
- SUPER爆乳BODYコスプレイヤー6変化（2016年1月1日、MOODYZ）
- 女上司のパイズリ制裁 〜ダメ社員は強制射精イジメ〜（2016年2月1日、ワンズファクトリー）
- 超絶品BODYドリーム大乱交SPECIAL（2016年2月1日、MOODYZ）
- 世界一発射の勢いが凄すぎる男の孕ませドッカーンSEX（2016年2月19日、ROOKIE）
- 中出しされたくて迫ってくる射精させるために生まれたカラダ（2016年2月25日、ダスッ!）
- 夫よりも義父を愛して…。（2016年3月7日、マドンナ）
- 女性限定シェアハウスレズビアン〜資産家のお嬢様は、同性愛者。〜（2016年3月7日、ビビアン）
- 服従のボンデージM女矯正クラブ（2016年3月7日、Be Free）
- 淫語でチ○ ポを狂わせるパイズリ痴女（2016年3月19日、OPPAI ［おっぱい］）
- 絶倫デカチン男の精子が尽き果てるまで繰り返されるSEX（2016年3月25日、kawaii*）
- 僕のペットは爆乳セールスレディ～敏感な乳房が咽び泣く訪問調教～（2016年4月1日、Fitch）
- 挟射好きが集まるパイズリOFF会（2016年4月1日、ドリームチケット）
- 遅漏の僕が思わず10発射精した凄テク人妻ソープランド 二輪車SPECIAL（2016年4月7日、マドンナ）
- マセガキに拘束され身動きできないオマ○コの膣奥にショタ精子を生中出し!!少年チ○ポに種付け調教された家庭教師の巨乳おねえさん 人体固定と少年との孕ませ交尾の快楽でドM覚醒…!!（2016年4月7日、ディープス）
- もしも巨チンの僕が巨乳レディばかりいる大型サウナ店で働いたら…（2016年4月8日、ケイ・エム・プロデュース/BAZOOKA）
- 弾丸美巨乳フェティシズム（2016年4月8日、ケイ・エム・プロデュース/BAZOOKA）
- 過激すぎるド素人娘 4時間スペシャル 33（2016年4月8日、）
- 彼女のお姉さんは巨乳と中出しOKで僕を誘惑（2016年4月19日、OPPAI）
- 部長の奥さんがエロすぎて…（2016年4月19日、VENUS）
- 盗撮肉濡れマッサージ～失禁羞恥に悶える爆乳看護師～（2016年5月1日、Fitch）
- 姪と叔母さんが凄い身体すぎるから子作り（2016年5月1日、ZUKKON/BAKKON）
- ドリシャッ!!（2016年5月6日、ワープエンタテインメント）
- お願いです、夫には言わないで下さい。-狙われた人妻・恥辱のご近所付き合い-（2016年5月7日、マドンナ）
- 金に困ってそうな人妻をターゲットにナンパを決行!撮影モデルで高額謝礼を持ちかけたら食いつきまくり!!現ナマ欲しさにカラダを差し出す人妻の生々しい実態!!（2016年5月13日、SCOOP）
- 隣の奥さんは連続絶頂ランジェリーナ（2016年5月19日、VENUS）
- 痴漢OK娘 スペシャル 絶対NGの極上巨乳インストラクターを連日痴漢で大量ごっくんするまでOKさせろ（2016年5月26日、ナチュラルハイ）
- おっぱいだけが魅力じゃないもん（2016年6月1日、S-Cute）
- あいみっくす!全作24コーナー大放出8時間（2016年6月1日、ワンズファクトリー） ※単体ベスト
- 鬼イカセ（2016年6月10日、ケイ・エム・プロデュース）
- 超美乳×超爆乳 乳肉サンドイッチ逆3P （2016年6月13日、E-BODY）
- 学校では厳しい担任教師、家では優しい淫乱母。（2016年7月1日、VENUS）
- 磔獄門 レ○プ UNLIMITED（アンリミテッド）Target:爆乳JK・吉川あいみ（2016年7月7日、サディスティックヴィレッジ）
- 縄酔い人妻 肉奴隷契約（2016年7月13日、AVS collector's）
- 犯されて初めて中イキした快感が忘れられず彼氏がそばにいるのに“もう一度”挿れて欲しがるガーターベルトOL（2016年7月21日、ナチュラルハイ）
- 近親［無言］相姦 隣にお父さんがいるのよ…（2016年8月1日、VENUS）
- 淫乱兄妹に犯されるいいなり義母（2016年8月4日、グローリークエスト）
- THE巨乳女子校生（2016年8月5日、ドリームチケット）
- 私、競泳水着で生徒たちに犯されました… 男子○校水泳部顧問 巨乳女教師 吉川あいみ 22歳（2016年8月6日、サディスティックヴィレッジ）
- 淫語で誘惑エロ美BODY（2016年8月13日、AVS collector's）
- 巨乳レズソープファイト 2（2016年8月18日、ROCKET）
- エロカワ巨乳お姉さん（2016年8月25日、ゲインコーポレーション）
- 鬼縛 “きばく” 1（2016年8月26日、MAD）
- パイパン全裸奴隷 夫の部下に剃毛調教された爆乳妻（2016年9月1日、Fitch）
- 麻薬捜査官 ヤク漬け膣痙攣（2016年9月8日、アイエナジー）
- 人妻性奴隷（2016年9月9日、オルガ）
- おっぱいパブの巨乳娘に媚薬タブレットを飲ませたら自ら挿入してきて店には内緒のスローピストン・・・では満足できず高速騎乗位が止まらない（2016年9月22日、ナチュラルハイ）
- マゾ乳 生中出し（2016年9月25日、ゲインコーポレーション）
- ガッツリ欲しがるカラダ（2016年9月30日、ワープエンタテインメント）
- 明るい笑顔!タプタプの胸!ヌキあり!で下半身を癒してくれる銭湯の看板娘（2016年10月6日、SODクリエイト）
- 若妻中出し20連発（2016年11月10日、アイエナジー）
- ファーストクラス絶品妻ナンパ 連続イカセFUCK 生中出し 2（2016年11月10日、ホットエンターテイメント）
- 睨まれレ○プ 秀逸!逆ギレ編 ～開き直り女と強制性交～（2016年11月13日、MOODYZ）
- 一般男女モニタリングAV 家庭教師の巨乳女子大生が童貞の男子●校生に生挿入で1発10万円の中出しSEXに挑戦!暴発寸前の童貞ち●ぽを個別指導中に優しい騎乗位で完全筆おろし!10代の溢れる性欲は一度の射精では収まらない!終わらない抜かずの中出し!!合計4組14発!（2016年11月19日、ディープス）
- 『騎乗位で3cmだけ挿れさせて!』患者にセクハラされまくりの夜勤専従看護師の巨乳姉が禁欲で勃起が収まらない弟の暴走チ○ポを声を押し殺しながら挿入!まさかの連続イキ! VOL.1（2016年11月23日、DANDY）
- 巨乳村の御肉体祭がエロすぎたから子作り（2016年12月8日、ZUKKON/BAKKON）
- 新任女教師 吉川あいみ マシンバイブ調教×催淫三角木馬×危険日中出し15連発 そのすべてで潮!潮!潮! 22（2016年12月8日、サディスティックヴィレッジ）
- ぬるぬる!サンバ!闘魂注入!猫!あなたのちん○ん盛り上げ祭（2016年12月13日、ZUKKON/BAKKON）
- 夜這いされ喘ぎ声を我慢しながら旦那の横で中出しまでされる人妻 5（2016年12月15日、グローリークエスト）
- 熱帯不倫旅行（2016年12月23日、人妻花園劇場）
- 本番行為禁止のピンサロでこっそり挿入!バレそうな時はチ○ポをしゃぶらせPTMの繰り返し（2017年1月19日、MOODYZ）
- チ○ポサックピストン痴漢2 理性を失うほどマ○コをかき乱され腰を振りまくる膣内絶頂女（2017年3月2日、ナチュラルハイ）
- マジックミラー号 爆乳人妻緊縛寝取り温泉ナンパ 旦那の目の前で初めての緊縛体験、思わずチ○コを受け入れてしまうほどよがり狂う!（2017年3月18日、SODクリエイト）
- 縄奴隷を望んだ親友の娘（2017年3月20日、S&Mスナイパー）
- 寝取られの連鎖 旦那の居ぬ間に夫婦の寝室で差し込まれた巨乳若妻（2017年4月6日、ヒビノ）
- 昼下がり町内会!若妻たちのちょっと危険でかなりHな王様ゲーム! 11（2017年4月7日、HUNTER）
- バイブの電池が切れるまで… 拘束放置され我慢顔で耐え続けるプライドが高い妻の絶頂ビデオレター 2（2017年4月20日、アキノリ）
- 「酔いつぶれた人妻同僚の無防備パンチラでせんずりしていたのがバレて怒られると思ったらヤられた」VOL.1（2017年4月20日、DANDY）
- 昭和女のエレジー 憲兵隊に捕まった夫の前で犯される若妻 貞操感に苛まれ快楽を堪え失神1942（2017年5月3日、ヒビノ）
- 二次元も沈黙するキャラとカラダ（2017年5月12日、バルタン）
- 巨乳デリヘル（2017年5月25日、ゲインコーポレーション）
- マキシワンピ越しの固定バイブにリードを付けられた刺激に耐えきれずイキ濡らす痙攣女 2（2017年6月1日、ナチュラルハイ）
- 義父と嫁 浮気相手との肉体関係を断り切れない嫁を見て見ぬふりして自分も犯る（2017年7月6日、ヒビノ）
- レズビアンホームレス～ヌードモデルに誘われた巨乳ボンビーガール～（2017年8月13日、U&K）
- 妄想アイテム究極進化シリーズ　ボディジャックミステリー 憑依人狼ゲーム なりすまし憑依されてるJKは誰だ!?疑心暗鬼のスケベ女子校修学旅行編（2017年9月7日、ROCKET）
- 巨乳家庭教師チーム!のおっぱいまみれフル勃起授業（2017年11月7日、MOODYZ）
- 巨乳未亡人 襟元を露わにされて沈黙の昇天（2017年11月16日、ヒビノ）
- 人妻爆乳スペンス乳腺エステ（2017年11月24日、人妻花園劇場）
- デッサン中の身動きできない放置濡れ!媚薬で理性を抑えきれず杭打ち座位でイキ乱れる巨乳モデル（2018年1月25日、ナチュラルハイ）
- 「混浴温泉でご近所の美熟妻と二人きり(ハート）大きな胸を見ながらせんずりしているのがバレて怒られるかと思ったら…」VOL.3（2018年2月8日、DANDY）
- SODロマンス 陵辱の時間 ～産休明けで感度が上がっている女教師は生徒たちに犯され、快楽のあまり腰が止まらなくなる～（2018年3月8日、SODクリエイト）
- 経験豊富な優しい素人人妻が最高の童貞筆おろし 13（2018年3月8日、アイエナジー）
- 中出し人妻不倫旅行（2018年3月25日、ビッグモーカル）
- 「私で勃起しちゃったの?」包茎チ○ポから剥けチン勃起までを見た巨乳叔母さんは子供扱いしていた甥っ子とはいえ発情を抑えられない（2018年4月12日、DANDY）
- 女体化スキン3 ～皮を被って異性に変身～ アイドルの皮編（2018年5月10日、ROCKET）
- 明るい笑顔!タプタプの胸!ヌキあり!で下半身を癒してくれる銭湯の看板娘（2018年5月24日、SODクリエイト）
- 露出悦楽 露出マゾに調教される爆乳人妻（2018年5月25日、オルガ）
- スーパーガチンコ全裸レズバトルDYNAMITE2018（2018年6月7日、ROCKET）
- 巨乳で美人の姉がもろタイプ!!そんなお姉ちゃんと狭いお風呂でなぜか2人きり!!（2018年7月12日、アイエナジー）
- 揺れるおもい!先生が巨乳すぎる書道教室（2018年7月12日、アキノリ）
- 弟の嫁を抱く（2018年7月20日、クリスタル映像/PORNO ZONE）
- 吉川あいみの爆乳劇場 Hcup！98cm（2018年8月1日、プラネットプラス）
- 完全M男化 嫁の実家生活（2018年8月9日、アキノリ）
- 団地妻 IN レズバトル（2018年8月9日、サディスティックヴィレッジ）
- おっぱいが大きすぎるが故に接触事故多発!! フル勃起デカチ○ポにムラムラしちゃうスーパー銭湯で働く人妻巨乳アカスリ師（2018年9月7日、マドンナ）
- バブみ全開!!大人を預かってくれる巨乳無認可保育園（2018年9月14日、ケイ・エム・プロデュース/BAZOOKA）
- はだかの奥様（2018年9月20日、KSB企画/エマニエル）
- 日本最大の繁華街にある「老舗おっぱいパブ」でオキニの嬢が騎乗位生ハメで中出しするまで Hカップ 吉川あいみ（2018年9月20日、Mr.michiru）[13]
- 超接写!乳首で何度でもイキまくるアルティメットおっぱい（2018年10月12日、ケイ・エム・プロデュース/BAZOOKA）
- 悪ガキの媚薬入り水鉄砲でびしょ濡れ透け透けにされ股間が疼く爆乳家庭教師 ～吉川あいみ～（2018年10月25日、ヒビノ）
- 【公然羞恥】ピチピチ着衣巨乳で接客させられたバイト娘（2018年11月22日、アキノリ）
- 「『はじめてがワタシで本当にいいの？』 天然女優 吉川あいみが筆おろしのお手伝い」（2018年11月22日、DANDY）
- TSFふたなり潜入捜査官（2018年11月22日、ROCKET）
- お風呂でムダ毛処理中に叔父がまさかの乱入!!イヤラシイ身体に育った姪に勃起チ○ポを抑えられず性的悪戯!? 2（2019年4月12日、ケイ・エム・プロデュース/UMANAMI）
- 指名されて向かった先は彼氏の親友宅!?素股までの約束が媚薬をこっそり塗られ気持ちよくなっちゃって自ら生挿入!! 2（2019年6月14日、UMANAMI）

### VR
- 吉川あいみと寸止め同棲生活（2016年11月10日、ワープエンタテインメント）
  - CHAPTER.01 見せつけ着衣オナニー
  - CHAPTER.02 耳元で囁く添い寝オナニー
  - CHAPTER.03 照れるほど見つめられるスロー手コキ
  - CHAPTER.04 寸止めフェラチオ
  - CHAPTER.05 ローション焦らしパイズリ
- いけない全裸シェアハウス中出しSEX（2017年1月4日、AVVR）
- CGコミック実写化VR 夏の約束 〜お姉ちゃんとひと夏の思い出〜（2018年1月6日、E-BODY VR）
- 出張オイルマッサージSEX（2018年1月9日、AVVR）
- 超高級美巨乳風俗!あみとあいみの爆乳ハーレムSEX（2018年2月2日、AVVR）
- オナホVR オナニーの完成形!吉川あいみと完全ヴァーチャル巨尻SEX（2018年3月19日、E-BODY VR）

## 出演

### 雑誌
2012年
- 月刊ソフト・オン・デマンド 2月号 Vol.44 表紙 & 巻頭グラビア（12月18日、ソフト・オン・デマンド）

2013年
- こんな激カワ素人としてみたい！ Vol.13 表紙 & 巻頭グラビア（3月15日）
- 月刊ソフト・オン・デマンド 6月号 Vol.24 表紙 & 巻頭グラビア（4月18日、ソフト・オン・デマンド）

2014年
- ヤングアニマル嵐 No.6 DVD 特別付録（6月1日、白泉社）
- ヤングアニマル嵐 No.8 オール袋とじ別冊付録 ミニプラチナ嵐（7月4日、白泉社）

### グラビア
2013年
- ヌードWEBグラビア「GRAPHIS」（2月22日、グラフィス、撮影：NAOKI.RAKUMAN）[14]
- 初脱ぎ娘 Aimi Yoshikawa 吉川あいみ（3月18日、グラフィス）
- 裏グラフィス Aimi Yoshikawa 吉川あいみ（5月17日、グラフィス）
- JH128 Aimi Yoshikawa 吉川あいみ（7月25日、X-City）
- Graphis Gals No.308  Aimi Yoshikawa 吉川あいみ 『double venus』（9月30日、グラフィス）

2014年
- 每日一枚 Aimi Yoshikawa 吉川あいみ（11月、グラフィス）

### 写真集
2014年
- 愛しのA.（3月19日、双葉社、撮影：野川 イサム）ISBN 978-4575306453
- NEW NUDISM（6月13日、月刊デジタルファクトリー、撮影：伴田良輔）
- 本当にデカップ「天然美巨乳☆プラチナボディ」（11月10日、PAD）
- 本当にデカップ「絶品☆巨乳ボディ♪」（12月1日、PAD）

2015年
- じがどり！（5月8日、月刊デジタルファクトリー）

### カレンダー
2013年
- 吉川あいみ 2014カレンダー（9月25日、株式会社 トライエックス）

### 映画
2013年
- 『ゴッドタン キス我慢選手権 THE MOVIE』（6月28日、東宝）-  浴衣の美女姉妹 役

2014年
- 『いけない! ルナ先生 愛LOVEムービー!!篇』（エスピーオー）-  葉月ルナ 役
- 『透明変態人間 60分の秘薬』（ラインコミュニケーションズ）-  佐野成美 役
- 『蒼い体験　わがままメイドの恋』（Breeze）-  岡田奈々美 役
- 『脱衣麻雀病棟X』（アルバトロス）-  観月 役

2015年
- 『リベンジポルノ LOVE IS DEAD』（アルバトロス）-  能登沙耶香 役[15]

### テレビ
- ビートたけしのあと6回だけヤラせてTV（2012年12月29日、TBSテレビ）
- ビートたけしの親切な人が5千万円貸してくれないかTV（2013年12月28日、TBSテレビ）
- 旅ヌード（2014年1月9・16・23・30日、3月27日、テレビ東京）
- じっくり聞いタロウ〜スター近況（秘）報告〜（2025年4月4日(4月3日未明)、テレビ東京）[4]

### パチンコ
- CR豊丸とソフトオンデマンドの最新作（2016年11月、豊丸産業）[16]